# Consell General de la Cruesa

Logo del Consell General

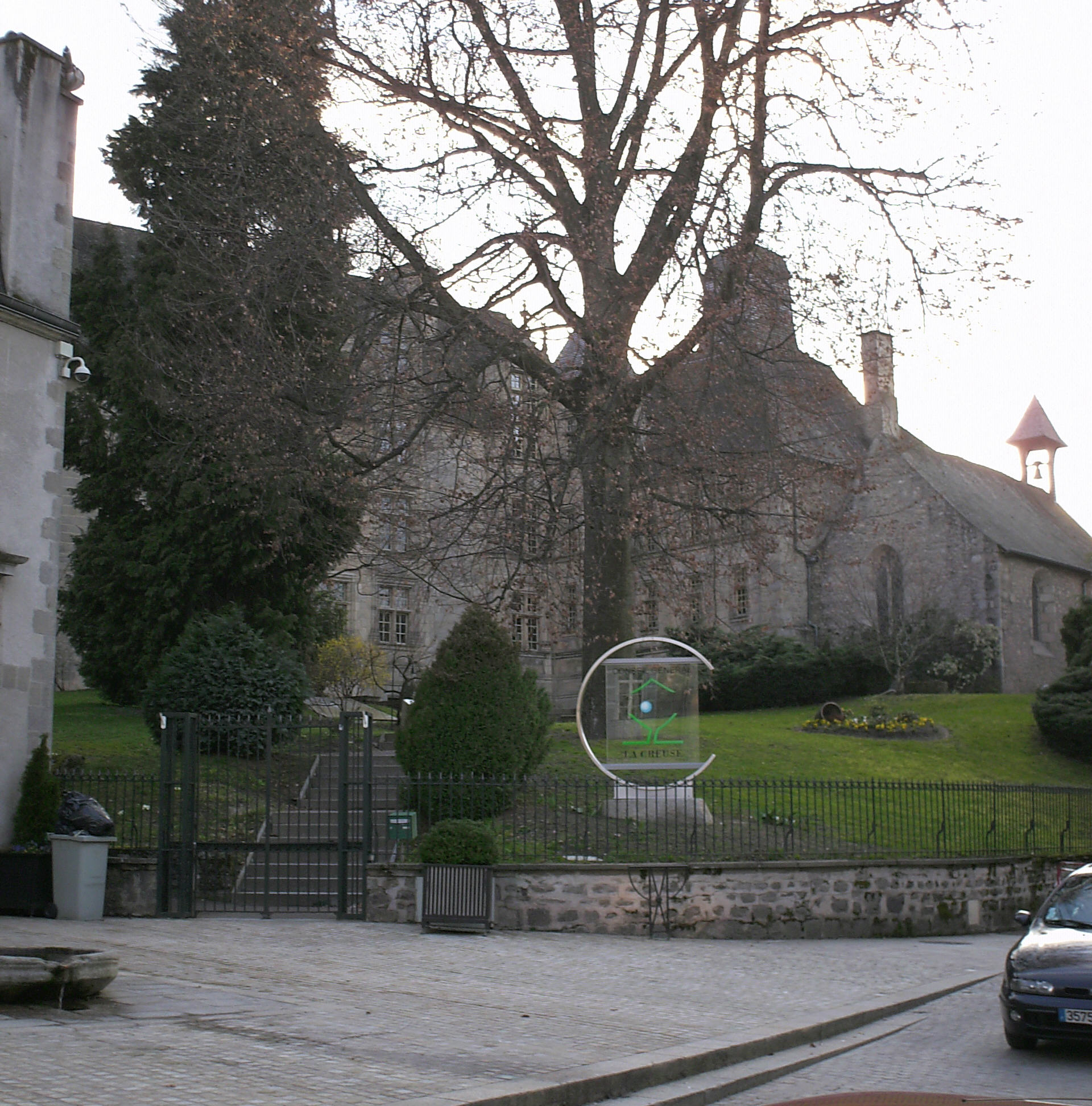
L'Hotel de Moneirós a Garait, seu del consell general.

El Consell General de la Cruesa (en occità Conselh Generau de Cruesa) és l'assemblea deliberant executiva del departament francès de la Cruesa, a la regió de la Nova Aquitània.
La seu es troba a Garait i des de 2001 el president és Jean-Jacques Lozach (PS).

## Antics presidents
- Gérard Gaudin (UMP), de 1997 a 2001
- Bernard de Froment (UMP), de 1994 a 1997
- Thierry Chandernagor (PS), de 1992 a 1994
- Michel Moreigne (PS), de 1983 a 1992
- André Chandernagor (PS), de 1973 a 1983
- Paul Pauly (SFIO), de 1946 a 1973
- Léon Chagnaud, de 1926 a 1928
- Alphonse Defumade (radical), de 1907 a 1923
- Ferdinand Villard, de 1899 a 1907
- Eugène Parry, de 1886 a 1889
- Aristide Martin, de 1885 a 1886
- Joseph-Edmond Fayolle, de 1874 a 1885

## Composició
El març de 2008 el Consell General de la Cruesa era constituït per 27 elegits pels 27 cantons de la Cruesa.
| Partit                        | Sigles | Electes |
| ----------------------------- | ------ | ------- |
| Majoria (19 escons)           |        |         |
| Partit Socialista             | PS     | 12      |
| Partit Comunista              | PCF    | 1       |
| Partit Radical d'Esquerra     | PRG    | 1       |
| Divers Gauche                 | DVG    | 5       |
| Oposició (8 escons)           |        |         |
| Unió pel Moviment Popular     | UMP    | 8       |
| President del Consell General |        |         |
| Jean-Jacques Lozach (PS)      |        |         |